# Рытвины Арран

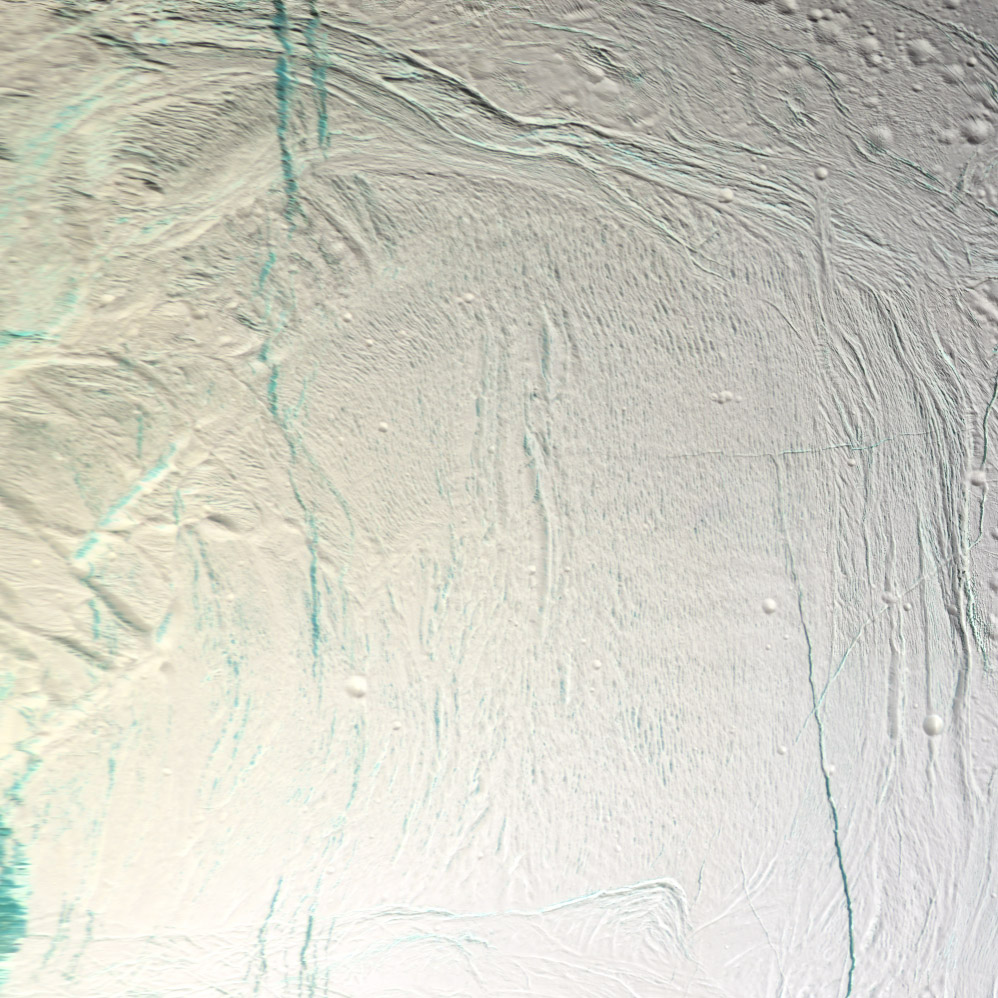
Равнина Дийяр и рытвины Арран (тянутся вдоль верхнего и правого края изображения). Вверху слева видно пересекающие их борозды Каукабан, а внизу справа — идущую параллельно рытвинам борозду Хорасан. Снимок космического аппарата «Кассини-Гюйгенс»

Рытвины Арран (лат. Harran Sulci) — система рытвин (рельеф из чередующихся борозд и хребтов) на спутнике Сатурна — Энцеладе. 

## География и геология
Примерные координаты — 26° с. ш. 114° в. д. / 26° с. ш. 114° в. д.. Обнаружены на снимках, переданных космическими аппаратами «Вояджер-1» и «Вояджер-2», а позже детально исследованы по снимкам аппарата «Кассини-Гюйгенс». Максимальный размер — около 291 км. Рытвины Арран окаймляют северную и восточную сторону равнины Дийяр. Они состоят из извивающихся борозд и хребтов с перепадом высот 1−1,5 км. Предполагается, что они могут быть складчатым поясом. Их западную часть пересекают два глубоких разлома — борозды Каукабан. Аналогичные, только меньшие, разломы наблюдаются и на рытвинах Самарканд. На востоке соприкасаются с длинной бороздой Самария.

## Эпоним
Названы именем города Арран (Харран), фигурирующего в сборнике арабских сказок «Тысяча и одна ночь». Арран (Аран) — город, где правил отец Худадада. Также арабское обозначение территории Кавказской Албании — древнего государства в восточном Закавказье, на побережье Каспийского моря, в нижнем течении Аракса и Куры. Это название было утверждено Международным астрономическим союзом в 1982 году.